# Quartier Saint-Vincent-de-Paul
Das Quartier Saint-Vincent-de-Paul ist das 37. der 80 Quartiers (Stadtviertel) von Paris im 10. Arrondissement.

Die Stadtviertel im 10. Arrondissement

## Lage
Der Verwaltungsbezirk im 10. Arrondissement von Paris wird von folgenden Straßen begrenzt:
- Westen: Rue du Faubourg Poissonnière
- Norden: Boulevard de la Chapelle und Boulevard de la Vilette
- Osten: Rue du Faubourg Saint-Martin
- Süden: Rue de Chabrol

## Namensursprung
Das Stadtviertel erhielt seinen Namen zu Ehren von Vinzenz von Paul, der an der Stelle, an der der Weinberg Saint-Lazare lag, das Mutterhaus der Lazaristen gründete.

## Sehenswürdigkeiten
- Kirche Saint-Vincent-de-Paul
- Bahnhof Paris-Est
- Bahnhof Paris-Nord